# Крыловичи
Крыло́вичи (бел. Крыло́вічы) — деревня в составе Дзержинского сельсовета Дзержинского района Минской области Беларуси. Деревня расположена в 7 километрах от Дзержинска, 34 километрах от Минска и 8 километрах от железнодорожной станции Койданово.

## История
Во 2-й половине XVIII века деревня в Минском уезде Минского воеводства ВКЛ. После второго раздела Речи Посполитой (1793 год) в составе Российской империи. В 1800 году — 10 дворов, 38 жителей мужского пола, владение помещиков И. и С. Костровицких. 
В середине XIX века в составе поместья Большие Новосёлки, собственность Здехновских. В 1870 году — 22 жителя мужского пола. В 1897 году — 9 дворов, 77 жителей. В 1917 году — 12 дворов, 85 жителей. С 20 августа 1924 года по 23 марта 1932 года — в составе Макавчицкого сельсовета, Койдановского (затем Дзержинского) района Минского округа. С 23 марта 1932 года — в составе Новосёлковского сельсовета Дзержинского польского национального района. С 31 июля 1937 года по 4 февраля 1939 года в составе Минского района. В 1926 году — 15 дворов, 87 жителей. Во время коллективизации организован колхоз «Победа». 
В Великую Отечественную войну с 28 июня 1941 года до 7 июля 1944 года посёлок был оккупирован немецко-фашистскими. захватчиками. На фронте погибли 2 жителя. С 16 июля 1954 года в составе Дзержинского сельсовета. В 1960 году — 54 жителя. Входила в колхоз «Красная Звезда» (центр — д. Большие Новосёлки). В 1991 году — 13 хозяйств, 26 жителей. В 2009 году в составе СПК «Крутогорье-Петковичи».

## Население
| Численность населения (по годам) | Численность населения (по годам) | Численность населения (по годам) | Численность населения (по годам) | Численность населения (по годам) | Численность населения (по годам) | Численность населения (по годам) | Численность населения (по годам) |
| 1800                             | 1897                             | 1917                             | 1926                             | 1960                             | 1991                             | 1999                             | 2004                             |
| -------------------------------- | -------------------------------- | -------------------------------- | -------------------------------- | -------------------------------- | -------------------------------- | -------------------------------- | -------------------------------- |
| 38                               | ↗ 77                             | ↗ 85                             | ↗ 87                             | ↘ 54                             | ↘ 26                             | ↘ 16                             | ↘ 11                             |
| 2010                             | 2017                             | 2018                             | 2020                             | 2022                             |                                  |                                  |                                  |
| ↗ 19                             | ↗ 25                             | ↘ 23                             | → 23                             | → 23                             |                                  |                                  |                                  |